# Pedro Fernandes de Castro, senhor de Fornelos
Pedro Fernandes de Castro (1280 -?) foi um nobre e cavaleiro medieval da Galiza, onde deteve título de senhor de Fornelos, que passou ao Reino de Portugal no tempo de rei D. Afonso III. Foi filho de Fernão Anes de Castro, senhor de Fornelos e de Elvira Rodrigues de Valadares, senhora de Fornelos.
Em 1305 comprou ao Mosteiro de Lorvão a parte que sua tia Luca Rodrigues de Valadares, abadessa no mosteiro, deixou em Vilar de Porcos na fegresía de Vilar do Pinheiro e outros herdamentos em Panóias. Também comprou aos seus tios maternos a parte da quintã de Valadares que eles tinham herdado de sua avó materna, Maria Gomes de Azevedo.

## Matrimónios e descendência
Casou por duas vezes, a primeira com Maria Martins Dade filha de Martim Martins Dade, alcaide-mor de Santarém e de Sancha de Santarém,de quem teve:
- Afonso Pires da Charneca, senhor de Parada e de Sanguinhedo, casou com Constança Esteves,[5]
- Aldonça Pires de Castro, casou com Rui Vaz de Melo,[5]
- Joana Pires de Castro,[5]
- Diogo Pires de Castro, senhor da Honra de Averins casou com Maria Dias Cabral.[5]

O segundo casamento foi com Berengária Sarraza, de quem teve:
- Fernão Pires de Castro,[6] casado com Inês Ossório.[6]